# 艾曼·本·阿卜杜勒-拉赫曼
艾曼·本·阿卜杜勒-拉赫曼（阿拉伯語：أيمن بن عبد الرحمان；1966年8月30日—），阿尔及利亚政治家，自2021年6月30日起担任阿尔及利亚总理，自2020年6月23日起兼任财政部长。